# Рагимзаде, Али Джейхун оглы
Али Джейхун оглы Рагимзаде (азерб. Əli Ceyhun oğlu Rəhimzadə; род. 23 ноября 1997 года) — азербайджанский борец вольного стиля, четырёхкратный бронзовый призёр чемпионата Европы 2020, 2021, 2024 и 2025 годов, чемпион Азербайджана 2022 года.

## Биография
Родился 23 ноября 1997 года. С 2008 года активно занимается борьбой под началом Ильхама Мустафаева.
Али Рагимзаде является чемпионом Европы 2017 года среди юниоров, бронзовым призёром чемпионата Европы 2017 года среди борцов младше 23 лет и серебряным призёром чемпионата мира 2018 года среди борцов младше 23 лет.
В феврале 2020 года на чемпионате континента в итальянской столице, в весовой категории до 70 кг Али Рагимзаде стал бронзовым призёром.
В 2021 году на чемпионате Европы в Варшаве азербайджанский спортсмен завоевал бронзовую медаль, одолев в решающей схватке Андрея Свирида с Украины. Причину же своего поражения российскиому борцу Загиру Шахиеву в полуфинале, Рагимзаде связал с тем, что выбрал неправильную тактику, несмотря на то, что знал стиль соперника. Будучи впереди 4:0, Рагимзаде, по его же словам, не успокоился и думал, что сможет выиграть с полным преимуществом. 
17 февраля 2024 года на чемпионате Европы в Бухаресте, в схватке за 3-е место одолел Хамзата Арсамерзуев из Франции, став бронзовым призёром.
В сентябре 2024 года выиграл бронзу на Мемориал Александра Медведя по вольной борьбе в Минске.
В апреле 2025 года на чемпионате Европы в Братиславе в весовой категории до 65 кг завоевал бронзовую медаль. В схватке за третье место одолел соперника из Украины Андрея Свирида.